# كارل لونغ
كارل لونغ (بالإنجليزية: Carl Long)‏ هو مالك فريق ناسكار ‏ أمريكي، ولد في 20 سبتمبر 1967 في روكسبورو في الولايات المتحدة.

## وصلات خارجية
- الموقع الرسمي
- كارل لونغ على موقع Racing-Reference.info (الإنجليزية)